# Vescomtat de Comborn
El vescomtat de Comborn fou una jurisidcció feudal de França, formada per la Baixa Marca, amb la regió de Vigeois i les comarques de la Vesera i la Corresa al sud dels Monédières. El primer vescomte esmentat fou Arquimbald el Carnisser o Cama Podrida. Van posseir en diversos moments els vescomtats de Llemotges i de Turena. Els comtes de Poitou van nomenar diversos vescomtes i entre ells Ebles, vescomte de Turena amb Combrorn, nomenat vers 984.

## Dades dels vescomtes
- Arquimbald de Turena, vescomte de Turena fill d'Ebles I de Turena, que va rebre Comborn del seu pare al començament del segle xi i es va titular vescomte. Va tenir una ferida la cama durant un setge de Turena, i mai se li va tancar. Va lluitar al costat del duc de Normandia contra l'emperador Otó. Va morir en batalla el febrer de 1038. estava casat Rotburga filla d'Aimeric II vescomte de Rochechouart, i va tenir cinc fills entre els quals Arquimbald de Comborn i Bernat foren vescomtes de Comborn i Ebles (+1095) vescomte de Ventadour.

- Arquimbald (II) de Comborn va succeir al seu pare el 1038 i va morir el 1086. Es va casar amb Ermengarda i van tenir dos fills, Ebles, que va rebre el territori de Ventadour erigit en vescomtat, i Bernat II que va succeir a Comborn.

- Bernat I, fill d'Arquimbald, es va repartir el territori amb el seu germà Ebles, que fou vescomte de Ventadour. Va morir no abans del 1116/1117. es va casar vers 1068 amb Ermendarda anomenada Garcil·la, filla d'Hug Garcí de Corsó a la que va repudiar abans del 1112. En segones noces es va casar amb Petronila de Tour; amb la primera va tenir tres fills, dels quals el mascle Arquimbald III, que fou el successor.

- Arquimbald III el Barbut va succeir al seu pare com a vescomte. Va morir després del 1147. Es va casar amb Humberga coneguda per Brunisenda de Llemotges, filla d'Ademar III el Barbut vescomte de Llemotges i van tenir deu fills entre els quals Guiu, vescomte de Llemotges, Ademar, vescomte de Llemotges i Arquimbald IV, vescomte de Comborn. Guiu va ser vescomte de Llemotges per dret matern i el rei Lluís VII de França el va nomenar el 1141 duc d'Aquitània; el 1147 se'n va anar a la Croada i va morir a Antioquia de l'Orontes el 1148, sent solter i sense fills; el va succeir el seu germà Ademar, que governava en absència de Guiu, esdevenint vescomte titular, però va morir poc després i el va succeir el seu Bosó conegut per Ademar (vegeu vescomtat de Llemotges)

- Arquimbald IV de Comborn va rebre el vescomtat de Combron en el repartiment. Va morir entre 1184 i 1187 (en aquest darrer any ja s'esmenta com a mort). estava casat amb Jordana de Perigord filla de Bosó IV de Perigord, i va tenir nou fills dels quals Arquimbald V el va succeir.

- Arquimbald V va ser vescomte de Comborn vers 1187. Es va casar amb Guicarda, una dama borgonyona. Va morir després del 1229 i va deixar dos fills, Bernat II i Guicard. Aquest segon fou el tronc dels senyors de Chambert i Treignac que després van portar el títol vescomtal.

- Bernat II va succeir al seu pare vers 1230. Va morir després del 1256. Es va casar amb Margarita de Turena filla de Bosó IIII vescomte de Turena. Van tenir un sol fill, Arquimbald VI, que el va succeir.

- Arquimbald VI fou vescomte de Comborn vers 1256. Es va casar amb Maria de Llemotges, filla de Guiu V vescomte de Llemotges, morta abans del 1249. Es va casar en segones noces el 1255 amb Margarita de Pons, filla de Jofré senyor de Pons i de Montignac. Va morir el 1277. El vescomtat es va transmetre de pares a fills fins a la mort del darrer vescomte de la nissaga el 1508.

## Llista de vescomtes
- Arquimbald I el Carnisser ?-1038
- Arquimbald II 1038-1086
- Bernat I 1086- vers 1117
- Arquimbald III el Barbut vers 1117-1147
- Arquimbald IV vers 1147-1187
- Arquimbald V 1187-1229
- Bernat II 1229-1256
- Arquimbald VI 1256-1277

## El vescomtat a la baixa edat mitjana i edat moderna
El 1263 el castell fou entregat als anglesos i els vescomtat va esdevenir feu d'Anglaterra. El vescomte Ramon VI va obtenir del rei Felip IV de França el Bell, el 1288, la confirmació de les llibertats i privilegis que Felip I de Valois (Felip VI de França) va renovar el 1323 i Joan II el Bo el 1350.
El vescomtat va restar en mans de la família fins a la seva extinció el 1513 havent passat per herència als senyors de Pompadour (el 22 de març 1508). El castellà de Combron va vendre el castell, en estat d'abandonament, el 1558, als Pompadour però un incendi el va acabar de destruir i no fou reconstruït fins al 1735 pels Lasteyre que l'havien comprat el 1649. La nissaga Pompadour, sovint anomenats vescomtes, es van extingir per la mort successiva de Joan III Elies, el 1684, la seva filla Maria Francesca marquesa d'Hauteford el 16 de setembre de 1726, i la senyoreta de Saint-Cyr, filla adoptiva legitimada pel duc de Choiseul, el 1728. L'herència va entrar en plet entre el príncep de Conti i el marquès de La Vallière i finalment el rei Lluís XV de França el va confiscar i el va cedir a la seva amistançada Madam Le Normant D'Étiolles (Jeanne-Antoinette Poisson), el 24 de juny de 1745, amb el permís del príncep de Conti que havia guanyat el plet. El setembre de 1745 va esdevenir marquesa de Pompadour però va vendre els seus dominis al banquer Laborde, conservant només el títol i l'escut. El duc de Choiseul va recomprar el domini al banquer Laborde i el va bescanviar amb Lluís XV per Amboise el 1761. Així Pompadour incloent Comborn va passar a la corona.